# Verklighetens magi
Verklighetens magi (engelsk originaltitel: The Magic of Reality) är en bok av den brittiske biologen Richard Dawkins, med illustrationer av Dave McKean, utgiven 2011.
Det är en grafisk, populärvetenskaplig bok som riktar sig främst till barn och tonåringar men även till personer i alla åldrar. Dawkins har sagt att boken är avsedd för dem som är runt 12 år och uppåt, samt för yngre med vuxet sällskap.